# نظریه مقداری پول
در علم اقتصاد، نظریه مقداری پول (به انگلیسی: Quantity theory of money) نظریه‌ای است که نحوه تعیین سطح قیمت‌ها را در یک سیستم اقتصادی ساده مشخص می‌کند. این نظریه پیش‌بینی می‌کند که سطح قیمت‌ها نسبت مستقیم با حجم پول در اقتصاد دارد.

## مقدمه
به‌طور کلی هنگامیکه پیرامون نظریه‌های پولی صحبت می‌شود هدف، بررسی ارتباطات منظم موجود میان پول و سایر متغیرهای اقتصادی است. بعبارت دیگر مجموعهٔ این نظریه‌ها بدنبال شناخت و تبیین رفتارهای جامعه پیرامون تقاضای پول و نحوهٔ تأثیرپذیری آن از متغیرهای اقتصادی یا تأثیرگذاری آن بر رفتار این متغیرها می‌باشد.
در اینجا بررسی تقاضای پول را در سه حوزه بررسی می‌کنیم:
نظریه پولی قبل از کلاسیکها، نظریه پولی کلاسیک‌ها، نظریه پولی بعد از کلاسیک ها

## نظریه‌های پولی قبل از کلاسیک‌ها
این نظریه مربوط به گروهی از اقتصاددانان نظیر ویلیام پتی، جان لاک، ریچارد کانتیون، دیوید هیوم می‌باشد که تماماً در سال‌های ۱۶۵۰–۱۷۷۶ می‌زیسته‌اند. مجموعه نظریات این دانشمندان بر اساس دو محور فکری اساسی یعنی پول محرک اصلی تجارت است و تأکید بر تأثیر پول بر حجم تولید و اشتغال استوار بوده‌است.

### ویلیام پتی
ویلیام پتی در مجموعه نظریات خود پیرامون تخمین درآمد ملی عنوان می‌نماید حجم بسیار کمی از پول از توانایی قابل توجهی در ایجاد معاملات تجاری برخوردار است مشروط بر آنکه سرعت گردش آن در حد کافی باشد.

### جان لاک
جان لاک اعتقاد داشت که تجارت داخلی تا حد قابل توجهی متأثر از حجم پول می‌باشد. به‌طوری‌که حجم پول بیشتر، زمینهٔ استفاده از نیروی کار بیشتر در فرایند تولید و اشتغال بیشتر را به همراه دارد.

### ریچارد کانتیون
ریچارد کانتیون در بیان نظریات خود به ارتباط میان حجم پول و قیمت‌ها اشاره می‌کند و بر این اساس میزان تأثیرگذاری حجم پول بر سطح قیمت‌ها را منوط به تأثیرگذاری حجم پول بر میزان مخارج جامعه می‌داند. وی عنوان می‌کند که با تغییرات ایجاد شده در حجم پول اندازهٔ متغیرهای حقیقی در اقتصاد نیز متأثر خواهد شد.

### دیوید هیوم
دیوید هیوم معتقد بود که افزایش مقدار پول تحت شرایط خاصی موجب افزایش فعالیت‌های اقتصادی می‌شود. وی اشاره می‌کند که در صورت ثبات بافت طبقاتی جامعه و عادات پس‌انداز و سرمایه‌گذاری در جامعه گردش پول، تعادل جدیدی را در اقتصاد ایجاد می‌کند که در این وضعیت قیمتها متناسب با افزایش حجم پول افزایش خواهند یافت.

## نظریات پولی کلاسیک‌ها
به‌طور کلی مبانی و تیوری‌های اقتصاد کلاسیک بر اساس دو نطریهٔ مقداری پول و قانون سی استوار است.

### قانون سی
این قانون به اقتصاددان فرانسوی ژان باتیست سی منصوب است و تساوی همیشگی تقاضای کل و عرضهٔ کل را تضمین می‌کند. عرضه تقاضای خود را به وجود می‌آورد یعنی معادل ارزش تولیدات بنگاه‌ها درآمد برای صاحبان عوامل تولید ایجاد می‌شود و برای کالاهای ایجاد شده تقاضا به وجود می‌آید. اقتصاددانان کلاسیک معتقد بودند به دلیل وجود قانون سی همواره تعادل در اقتصاد برقرار می‌گردد.
نظریهٔ مقداری پول که در ابتدا به صورت رابطهٔ مقداری پول یا معادلهٔ مبادله مطرح گردید توسط اقتصاددانان کلاسیک در قرن ۱۹ و اوایل قرن ۲۰ توسعه داده شد که در ادامه به بررسی نظریاتشان می‌پردازیم.

### رابطهٔ مقداری پول از دیدگاه ریکاردو
بدون تردید ریکاردو اولین کسی بوده‌است که نظریه مقداری پول را در قالب فرمول بندی جدید و به منظور بیان رابطهٔ میان حجم پول و سطح عمومی قیمتها معرفی نموده‌است. وی در نظریه خود از پول به عنوان وسیلهٔ مبادله و معیار سنجش ارزش نام برد و تأثیر آن را بر فعالیت‌های اقتصادی نفی می‌کند. ریکاردو نظر خود را بوسیلهٔ معادلهٔ زیر توضیح می‌دهد:
{\displaystyle K={\mbox{PT}}}
بطوری‌که ارزش‌های مبادله بر اساس هزینه‌های واقعی تولید تعیین می‌شود. براساس نظریه ریکاردو تمام عوامل تولید به کار گمارده شده و همواره تولید با اشتغال کامل همراه است؛ بنابراین با توجه به ثابت بودن حجم مبادلات در سطح اشتغال کامل تغییرات حجم پول فقط منجر به تغییرات قیمت می‌شود و بر روی تولید و حجم مبادلات بی‌اثر است. (خنثایی پول)

### رابطه مقداری پول از دیدگاه جان استوارت میل
جان استوارت میل که در اواسط قرن ۱۹ و ۳۰ سال بعد از ریکاردو اصول اقتصاد سیاسی را نوشت و به اصلاح و تکمیل نظریه ریکاردو پرداخت. وی بیان می‌کند که باید به سرعت گردش پول نیز توجه نمود. وی بر این اساس رابطهٔ مبادله را به صورت زیر تعریف کرد:
{\displaystyle {\mbox{MV}}={\mbox{PT}}}
جان استوارت میل همانند دیوید ریکاردو فرض می‌کند حجم مبادلات در سطح اشتغال کامل ثابت است. بر اساس دیدگاه میل فقط حجم پول تعیین‌کننده سطح عمومی قیمت‌ها نخواهد بود. بلکه سرعت گردش پول نیز تأثیر قابل توجهی بر سطح عمومی قیمت‌ها می‌تواند داشته باشد. حتی در صورت ثبات حجم پول در جامعه، ممکن است به علت تغییراتِ سرعت گردش پول، سطح عمومی قیمت‌ها متأثر گشته و تغییر نماید یا اینکه علی‌رغم تغییرات حجم پول، تغییراتِ سرعت گردش پول به گونه‌ای باشد که این امر را خنثی نموده و سطح قیمت‌ها ثابت بماند. از طرف دیگر با فرض ثابت بودن تولید (T) بعلت نزدیک بودن به شرایط اشتغال کامل و همچنین ثبات سرعت گردش پول در یک مدت معین می‌توان عنوان نمود که هرگونه افزایش در حجم پول (M) علی‌القاعده باید موجب افزایش نسبی سطح قیمتها گردد؛ بنابراین با افزایش تقاضای کل در جامعه ارزش پولی آن که با MV نشان داده می‌شود افزایش یافته و ارزش پولی میزان عرضه کل جامعه که با PT نشان داده می‌شود نیز به همان میزان افزایش خواهد یافت تا مجدداً تعادل در اقتصاد برقرار شود. حال از آنجایی که T و V ثابت فرض شده‌اند باید گفت که هرگونه تغییر در M مستقیماً بر روی P اثر خواهد گذاشت و اگر M ثابت فرض شود و V و T نیز تغییر کنند سطح عمومی قیمتها نیز به تبع آن تغییر خواهد یافت.

### رابطهٔ مقداری پول از دیدفیشر
فیشر نظریه خود را با اشاره به نقش سپرده‌های بانکی و سرعت گردش این سپرده‌ها بر اساس معادلهٔ مبادلهٔ معروف خود یعنی
```

  

    

      

        

          

            
MV

          

        

        
+

        

          

            
M'V'

          

        

        
=

        

          

            
PT

          

        

      

    

    
{\displaystyle {\mbox{MV}}+{\mbox{M'V'}}={\mbox{PT}}}

  

```

معرفی می‌کند که در آن M حجم پول (حجم پول‌های مسکوک و کاغذی خارج از نظام بانکی)V سرعت گردش این پول‌ها و 'M کل سپرده‌های دیداری و'V سرعت گردش سپرده‌های دیداری، P شاخص قیمتها و T شاخص حجم فیزیکی معاملات می‌باشد.

#### فروض فیشر
V و 'V ثابت هستند زیرا سرعت گردش پول در هر کشور بستگی به شرایط اقتصادی، سلیقه و عادت مردم دارد که در کوتاه مدت تغییر نمی‌کند.
T میزان مبادلات ثابت است زیرا بر طبق نظر اقتصاددانان کلاسیک همهٔ عوامل تولید و اشتغال کامل هستند و امکان افزایش تولید و مبادله وجود ندارد.
'M که حجم پول اعتباری در گردش است به M بستگی دارد و در اینصورت کافی است که در فرمول حجم M افزایش یابد تا به موازات آن P ترقی یابد.

### نظریه پولی بعد از کلاسیک‌ها
در ابتدای قرن بیستم مارشال، پیگو و کینز به عنوان رهبران مکتب کمبریج در نظریه پولی، روی درآمد و رفتارها و انگیزه‌های افراد تأکید کردند و معتقدند که افراد بسته به مقدار ثروت و مقدار درآمد خود و نیز بسته به نحوه و میزان دادوستد خود، بخشی از درآمد خود را برای انجام معاملات به صورت پول نگهداری می‌کنند و این ایده را تحت عنوان معادلهٔ کمبریج ارائه کردند.
بر اساس این روش مردم همواره درصد معینی از درآمد خود را به صورت قدرت خرید آماده نگهداری می‌کنند. هرگاه برای یک شخص معین این درصد را با K نشان دهیم و از طرف دیگر درآمد و متوسط وجوه نقدی را که او به صورت پول و سپرده‌های بانکی در دسترس دارد با حرف Y و m نشان دهیم رابطه روبرو را خواهیم داشت:
{\displaystyle K={\frac {\ m}{\ y}}}
حال اگر این رابطه را با فرض آنکه علاوه بر مصرف‌کنندگان و تولیدکنندگان نیز وجوه نقد در دسترس دارند به کل اقتصاد تعمیم دهیم رابطه به صورت زیر می‌شود:
رابطه (۱) :
```

  

    

      

        
K

        
=

        

          

            

              
 

              
M

            

            

              
 

              
Y

            

          

        

      

    

    
{\displaystyle K={\frac {\ M}{\ Y}}}

  

```

این رابطه بدین معنی است که عرضهٔ کل پول در یک زمان معین برابر نسبتی از درآمد ملی(Y)در همان دوره است؛ بنابراین رابطهٔ زیر را می‌توانیم بنویسیم:
رابطه (۲):
```

  

    

      

        

          

            
M

          

        

        
=

        

          

            
KY

          

        

      

    

    
{\displaystyle {\mbox{M}}={\mbox{KY}}}

  

```

حال رابطهٔ نظریه مقداری پول را دوباره می‌نویسیم:
رابطه (۳):
```

  

    

      

        

          

            
MV

          

        

        
=

        

          

            
PT

          

        

      

    

    
{\displaystyle {\mbox{MV}}={\mbox{PT}}}

  

```

در این رابطه PT ارزش کالای نهایی در اقتصاد است و معادل Y در رابطه بالا. پس می‌توانیم بنویسیم:
رابطه (۴):
{\displaystyle {\mbox{MV}}={\mbox{Y}}={\mbox{PT}}}
که از آن رابطهٔ (۵) نتیجه می‌شود:
رابطه (۵):
```

  

    

      

        

          

            
M

          

        

        
=

        

          

            
KPT

          

        

      

    

    
{\displaystyle {\mbox{M}}={\mbox{KPT}}}

  

```

با در نظر گرفتن رابطه ۱ رابطهٔ زیر را می‌توان نوشت:
رابطه (۶):
{\displaystyle K={\frac {\ M}{\ Y}}={\frac {\ M}{\ PT}}={\frac {\ M}{\ MV}}}
و از اینرو خواهیم داشت:
رابطه (۷):
```

  

    

      

        
K

        
=

        

          

            

              
 

              
1

            

            

              
 

              
V

            

          

        

      

    

    
{\displaystyle K={\frac {\ 1}{\ V}}}

  

```

اگر مقدار k را در رابطهٔ (۵) جایگزین کنیم معادلهٔ مبادله حاصل می‌شود. معادلهٔ (۷) بدین معنی است که هرگاه مردم در اقتصاد درصد بیشتری از درآمد خود را (k) به صورت پول نگهداری کنند پول به صورت درآمد با سرعت آهسته تری بین افراد جامعه گردش خواهد بود. بعبارت دیگر هرگاه وجوه نقدی کاهش یابد گردش پولی سریعتر انجام می‌گیرد نتیجتاً k به صورت معکوس با سرعت درآمدی پول ارتباط دارد.

### میلتون فریدمنو نظریه پولی تقاضای پول
فریدمن درکتابی که تحت عنوان «مطالعاتی در مورد نظریه مقداری پول» در سال ۱۹۵۶ میلادی منتشر کرد، مجدداً نظریه مقداری پول را احیا کرده و ضمن ارائه و تعبیر تازه‌ای از آن به عنوان نظریه رجحان دارایی نظریه مقداری پولی خود را با نظریه سرمایه ادغام کرده‌است. بر اساس تفسیر تازهٔ فریدمن، نظریه مقداری پول، نظریه تعیین سطح تولید، درآمد، یا سطح قیمت نیست، بلکه نظریه تقاضا برای پول است. تقاضا برای پول بر اساس تحلیل مارشال تابعی است از درآمد و از نظر کینز تابعی است از درآمد و نرخ بهره. ضمناً تقاضا برای پول مانند هر کالای دیگر قاعدتاً باید تابعی از قیمت آن، درآمد و قیمت کالای وابسته نیز باشد. لیکن فریدمن معتقد است که چون پول یک کالای مصرفی نبوده و نوعی دارایی است، بنابراین، تقاضا برای پول را باید به صورت تقاضا برای یک نوع دارایی تلقی کرد که همان نظریه رجحان دارایی است.
در تابع تقاضای پول که فریدمن ارائه می‌کند، سرعت گردش پول تابعی است از نرخ بازده دارایی‌های مالی به جز پول، نرخ تورم مورد انتظار، ترکیب ثرت فرد، درآمد واقعی و عوامل دیگری که تحت عنوان سلیقه معرفی می‌شوند. فریدمن اهمیت زیادی برای سیاست‌های پولی قایل است و معتقد است حجم پول باید با توجه به تغییرات تولید واقعی تغییر کند. فریدمن تحلیل کینز مبنی بر عدم کارایی سیاست‌های پولی و تأثیر غیرمستقیم و تردیدآمیز تغییرات حجم پول بر تقاضا مؤثر را نمی‌پذیرد. از دیدگاه او تأثیر پول مستقیم و بدون واسطه است. افزایش حجم پول بر فزونی عرضه بر تقاضای موجودی‌های واقعی منجر می‌شود که نهایتاً موجب افزایش درآمد پولی خواهد شد. حال سؤال مهم این است که آیا افزایش حجم پول، قیمت‌ها را بالا می‌برد یا تولید را افزایش می‌دهد؟ جواب به این سؤال بستگی به سطح اشتغال و وجود ظرفیت تولیدی بیکار دارد؛ ولی در هر حال، افزایش تقاضا و درآمد پولی قطعی است. فریدمن معتقد است، کارایی سیاست‌های مالی تنها زمانی می‌تواند وجود داشته باشد که با تغییرات مناسبی در حجم پول همراه باشد و در غیر اینصورت این سیاست‌ها کارایی لازم را ندارند.
در مجموع می‌توان گفت اقتصاددانان پولی با اصرار بر نقش پول، سیاست پولی را تنها سیاست مؤثر برای مهار تورم می‌دانند.